# Distrito de Ghafurov
Ghafúrov (en tayiko: Ноҳияи Ғафуров) es un distrito de Tayikistán, en la provincia de Sughd. 
Comprende una superficie de 2700 km².
El centro administrativo es la ciudad de Ghafúrov.

## Demografía
Según estimación 2009, contaba con una población total de 307 700 habitantes.

## Otros datos
El código ISO es TJ.SU.GH, el código postal 735690 y el prefijo telefónico +992 3442.